# Iakym Somko
Iakym Semenovitch Somko (en ukrainien : Яким Сомко, en russe : Яким Семёнович Сомко),  né le 1610 et mort le 1663, est un hetman des cosaques de la rive gauche lors de la période de ruine d'Ukraine.

## Biographie
Il est fils de bourgeois née à Pereyaslav. Sa sœur, Anna Somko fut l'épouse de Bogdan Khmelnitski.